# José Antonio López Guerrero
José Antonio López Guerrero o JAL (Madrid, 1962) es Catedrático de Microbiología en el Departamento de Biología Molecular de la Universidad Autónoma de Madrid (UAM), director del grupo de Neurovirología del mismo Departamento, director del laboratorio de "Neurovirología y nuevos antivirales frente a virus humanos" del Centro de Biología Molecular Severo Ochoa (CBMSO) y colaborador de diferentes programas de cultura científica en radio, prensa y televisión.

## Formación
Nacido en Madrid de padres extremeños. Tras realizar sus estudios secundarios en Hannover (República Federal de Alemania) y en el IES Cervantes (Madrid), estudió Biología (especialidad Bioquímica y Biología Molecular) en la Universidad Autónoma de Madrid (1980-1985). Su trabajo de tesis sobre inmunovirología lo desarrolló en el CBMSO (1989, premio extraordinario 1990) para, a continuación, llevar a cabo dos estancias posdoctorales en el Centro de Investigaciones Biológicas (CIB-CSIC, 1990-1993) y en el Centro Alemán de Investigaciones Oncológicas (DKFZ, 1993-1996). Tras incorporarse a la UAM desarrolló varios cargos como profesor asociado y responsable de divulgación científica. En 2001 obtiene la plaza de profesor titular y desde 2003 dirige varias líneas de investigación sobre neurovirología y, desde 2020, sobre antivirales. Desde 2022 es catedrático de microbiología. De 2006-2009 crea y dirige la Unidad de Cultura Científica de la UAM y de 2006-2025 dirige el departamento del mismo nombre en el CBMSO.

## Investigación
- Tesis doctoral (1986-1989. CBMSO): Estudio de la susceptibilidad de células del sistema inmune a la infección por virus. En general, las células inmunocompetentes se mostraron resistentes a la infección por la mayoría de virus estudiados: herpes, polio, estomatitis vesicular, vaccinia y virus del bosque de Semliki, entre otros. Finalmente, los estudios se centraron en la línea monocítica humana U937 y su susceptibilidad a la infección por el virus de la poliomielitis.

- Primer posdoctoral (1990-1993. CIB): Estudio del modelo murino de Artritis Reumatoide. En ratas Lewis susceptibles de padecer un cuadro artrítico tras la inoculación de Adyuvante Completo de Freund se desarrolló un modelo de virus vaccinia recombinante con el gen humano, o su análogo bacteriano, de la proteína hsp60 capaz de disminuir el cuadro clínico artrítico o, incluso, prevenir el desarrollo del mismo. Se intentó, en este sentido, infructuosamente, desarrollar un modelo transgénico con esta cepa de rata.

- Segundo posdoctoral (1993-1996. DKFZ): Partiendo de un número de variantes de células transformadas U937 resistentes al parvovirus H1, se intentó relacionar esta resistencia a la posibilidad de reversión del fenotipo tumoral; algo que parcialmente quedó demostrado con la pérdida de la capacidad de las células resistentes de inducir tumores en ratones inmunosuprimidos. También se comprobó la activación constitutiva de las variantes U937 resistentes a H1 mediante su capacidad de producir metabolitos del oxígeno tales como óxido nítrico o anión superóxido.

- Desde 1996 (CBMSO UAM-CSIC): Siempre en el campo de la virología, primero con orientación inmunovirológica –infección de células inmunocompetentes- para virar, desde 1998, hacia la neurovirología con el establecimiento de modelos de infección en neuronas y, actualmente, oligodendrocitos humanos. El objetivo final consiste en tratar de dilucidar, tal y como algunas publicaciones sugieren, el posible papel del virus Herpes Simplex tipo 1 (HSV-1) en neurodegeneración. Desde el inicio de la pandemia, su grupo abrió un nuevo frente de investigación con coronavirus humanos, nuevos viricidas y antivirales contra virus de transmisión aérea y herpesvirus, tanto HSV-1 como 2.

- Cultura científica Desde su etapa escolar en Hannover, José Antonio López (JAL) mostró un inusitado interés por la divulgación científica: conferencias, clases a sus propios compañeros y ferias científicas. Finalmente, tras su segunda etapa germana, como científico senior, y reincorporación al CBMSO, comenzó el verdadero periplo divulgativo con visitas guiadas a dicho centro de investigación de estudiantes y profesores de secundaria. Actividad que se ha consolidado hasta constituir una de las señas de identidad cultural del CBMSO.

Además de las visitas guiadas, intervenciones en jornadas culturales de Institutos y Centros de Secundaria, participación en la Feria de la Ciencia de Madrid, Semana de la Ciencia, participación en programas de radio (RNE: Radio 1, Radio 5, Radio Exterior), televisión (Madri+dTV; UNEDtv; Tele 5: Clever; Telemadrid; La Sexta, Cuatro; TVE: La Hora de la 1), prensa escrita (El Cultural, Tecnociencia), internet (Weblog; Facebook: José Antonio López-Guerrero; Bluesky: jalguerrero.bsky.social) o la publicación de varios libros sobre temas científicos para la ciudadanía han hecho de JAL uno de los mejores divulgadores científicos en lengua castellana.
Desde 2006 y hasta finales del 2009 JAL creó, organizó y dirigió, por petición directa del entonces Rector de la UAM, Ángel Gabilondo, la Unidad de Cultura Científica de la UAM (UCCUAM), dependiente del Vicerrectorado de Biblioteca y Promoción Científica. Bajo su dirección, la UCCUAM se constituyó en referencia de la totalidad de la Red de UCCs nacional y, mediante la edición de catálogos, libros, organización de simposios, certámenes, concursos literarios sobre ciencia, cineforos, entre otras muchas actividades, la UAM aumentó significativamente su capacidad de comunicación social de la ciencia.
Finalmente, como director del Departamento de Cultura Científica del CBMSO (2006-2025) nuevamente consiguió incrementar la presencia institucional en todos los medios mencionados anteriormente situando a uno de los mejores centros de investigación españoles constantemente en la ventana social.

## Contribución a ladesinformación sobre la pandemia de COVID-19
En 2020, José Antonio López (JAL) realizó apariciones en varios medios promocionando un producto destinado a prevenir la transmisión del virus SARS-CoV-2, en colaboración con la empresa INTIAI, de la que JAL era "colaborador científico", Las apariciones incluyeron Córdoba Buenas Noticias, El Independiente Nius Diario, la Fundación Aquae, Telemadrid, La Sexta noche y La 1 de TVE. El producto era un arco pulverizador de dióxido de cloro, que JAL y otros miembros de INTIAI sostenían que "permite eliminar ambientalmente el virus", y permitiría acceder a espacios públicos de forma segura. En varias de estas apariciones, sostuvieron que estas propiedades de sus aerosoles se deben a la gran pureza del dióxido de cloro, "único en el mundo" certificado por ENAC como viricida, fabricado por CLODOS Technology (la afirmación de que el producto estaba certificado por ENAC fue retractada más tarde por Raúl Falcón, director técnico de INTIA). Según David Muñoz, "uno de los ingenieros que [pusieron] en marcha este virucida",  en La 1 "Tenemos certificado [sic] propiedades que son válidas para sectores como el cultural porque no tiene plazo de seguridad, se puede aplicar en presencia de personas y es pioneromente [sic] a nivel mundial por la pureza y estabilidad que conseguimos en el biocida". Este producto posiblemente esté respaldado por la publicación, en Viruses, una revista de la editorial MDPI, de reputación dudosa.
Según el Ministerio de Sanidad:
Nota sobre el uso de productos biocidas para la desinfección del COVID-19, 27 de abril de 2020, «Actualmente, no existe ningún producto virucida que esté autorizado para su uso por nebulización sobre las personas. Por tanto, esta técnica de aplicación que se anuncia en los denominados túneles desinfectantes de ningún modo puede ser utilizada sobre personas. Un uso inadecuado de biocidas introduce un doble riesgo, posibles daños para la salud humana y dar una falsa sensación de seguridad.».
En el listado de productos virucidas autorizados en España por el Ministerio de Sanidad, hay dos productos cuya sustancia activa es dióxido de cloro, ambos para ser utilizados por personal especializado, y ninguno de ellos para su pulverización sobre personas, lo cual fue confirmado por la Secretaría de la Dirección General de Salud Pública del Ministerio de Sanidad. El Ministerio de Ciencia también desaconseja el uso de sprays de desinfectantes en aire interior.
Las apariciones promocionando el arco pulverizador han sido criticadas por varios motivos, que incluyen críticas a la información, la metodología, la posible eficacia como viricida, el posible riesgo de su aplicación en personas y su estado como producto certificado para estos usos. Una de las principales críticas gira en torno a la afirmación de INTIAI de que el efecto viricida era observable tras una exposición de 3 a 5 segundos, cuando las pruebas se habían realizado con 5 minutos de exposición
El acto de presentación del producto se celebró en el Centro de Biología Molecular Severo Ochoa, del que JAL era director de cultura científica.

## Premios
- 2011: el programa de Radio 5 A hombros de gigantes, con el que colabora desde 2010, recibe los premios a la divulgación científica “Ciencia en Acción” y “Sacyr-Vallehermoso”.
- 2012: Premio de Comunicación Científica Blogs Mi+d de la Fundación Madri+d.
- 2014: Premio ANTAMA en reconocimiento a su labor de comunicación científica en biotecnología en España.
- 2014: Accésit en la Categoría Radiofónica en la III Edición del Premio ASEBIO de Comunicación y Divulgación de la Biotecnología.
- 2016: Premio Especial del Jurado “Ciencia en Acción”.
- 2017: Premio Honorífico ASEBIO por unanimidad.
- 2018: Premio de la Fundación Gestión del Conocimiento en divulgación de la ciencia.
- 2019: Placa de Honor de la AEC (Asociación Española de Científicos).
- 2019: Premio "Lupa Escéptica" de la ARP-SAPC.
- 2020: La revista “Influencers” en su número 24 le destaca como uno de los nombres influyentes que marcan la ciencia en el año del coronavirus.
- 2021: Mención específica en el VI Premio de Periodismo "Transfiere".
- 2021: Accésit en el VII Premio de Periodismo Fundación Instituto Roche en Medicina Personalizada de Precisión.
- 2021: I Premio CSIC-Fundación BBVA de Comunicación Científica.
- 2024: I Premio "Investigación y divulgación científica" 5.ª Edición de Premios Código Sepsis.
- 2025: Premio de “Información, Comunicación y Difusión de la Salud 2024”. Real Academia Nacional de Medicina de España.
- 2025: Nombrado Académico de la Real Academia Europea de Doctores.

## Comunicación social de la ciencia
José Antonio López ha publicado más de 300 artículos entre investigación y difusión. Autor y/o editor de una quincena de libros de divulgación (transgénicos, células madre, el proyecto “Tesis de Rebeca”, Sé lo que ocurrió… los cursos pasados, Ciencia en grageas, Ciencia exprés, "Virus, ni vivos ni muertos", "Coronavirus", "Virus, chicas y laboratorios" o "Los virus buenos" entre otros). Creó la Unidad de Cultura Científica de la Universidad Autónoma de Madrid y del CBMSO.
También lleva más de dos décadas como coordinador y/o director de varios programas en Radio Nacional de España, Radio 1, Radio 5 y Radio Exterior.

### Libros destacados
- — (2001, 2008) ¿Qué es un transgénico? (y las madres que lo parieron). Editorial Sirius.
- — (2003) Células madre: la madre de todas las células. Ed. Hélice.
- — (2004 y 2009) La tesis de Rebeca. Apuntes de una joven investigadora. Ed. Hélice.
- — (2006) Sé lo que ocurrió... los cursos pasados. Ed. Hélice.
- — (2009) Células madre y terapia regenerativa. RANF.
- — (2012) Ciencia en grageas. Turpial.
- — (2013) Ciencia exprés. Elam Editores.
- — (2018) Virus: ni vivos ni muertos. Guadalmazán (2019 2.ª Edición).
- — (2021) Coronavirus: anatomía de una pandemia. Guadalmazán
- — (2023) Virus, Chicas y Laboratorio. Guadalmazán
- — (2025) Los buenos virus. Guadalmazán

### Artículos científicos
Selección:
- López-Guerrero,J. A.; Carrasco, L.; Martínez-Abarca, F.; Fresno, M. y Alonso, M. A. (1989). «Restriction of poliovirus RNA translation in a human monocytic cell line». Eur. J. Biochem., 186: 577-582.
- López-Guerrero,J. A.; López-Bote, J. P.; Ortíz, M.A.; Páez, E. y Bernabeu, C. (1993). «Recombinant vaccinia virus for human heat shock protein ameliorates adjuvant arthritis». Infect. Immun., 61: 4225-31.
- López-Guerrero,J. A.; Ortíz, M.A.; Páez, E.; Bernabeu, C. y López-Bote, J. P. (1994). «Therapeutic effect of the recombinat vaccinia virus expressing the 60-kilodanton heat shock protein on adjuvant arthritis». Arth. Rheum., 37: 1462-67.
- López-Guerrero,J. A.; Rayet, B.; Tuynder, M.; Rommelaere, J. y Dinsart, C. (1997) «Constitutive activation of U937 promonocytic cell clones selected for their resistance to parvovirus H-1 infection». Blood, 89: 1642-1653.
- Hass, R. y López-Guerrero, J. A. (1997) «Aggressive tumor growth of human TUR leukemia cells is associated with high levels of c-Myc expression and down regulation of p20-Max». Int. J. Cancer, 72: 1-4.
- López-Guerrero, J. A. y Carrasco, L. (1998) «Effect of nitric oxide on poliovirus infection of two human cell lines». J. Virol., 72: 2538-40.
- Rayet, B.; López-Guerrero, J. A.; Rommelaere, J. y Dinsart, C. (1998) «Induction of programmed cell death by parvovirus H-1 in U-937 cells: connection with the tumor necrosis factor alpha signalling patway». J. Virol., 72: 8893-8903.
- López-Guerrero, J. A.; Alonso, M.; Martin-Belmonte, F. y Carrasco, L. (2000) «Poliovirus induces apoptosis in the human promonocytic cell line U937». Virology, 272: 250-256.
- López-Guerrero, J. A.; Martin-Belmonte, F.; Carrasco, L. y Alonso, M. A. (2000) «The N-myristoylated nine amino acid sequence from the amino terminus of poliovirus capsid VP4 protein is sufficient for targeting to perinuclear structures containing detergent-insoluble membranes». Biochemistry, 39: 1083-1090.
- Alonso, M.; Dimitrijevic, A.; Recuero, M.; Serrano, E.; Valdivieso F. y López-Guerrero, J. A. (2001) «Interaction of alpha-2-Macroglobulin and HSV-1 during infection of neuronal cells». J. NeuroVirol., 7: 556-63.
- Bello-Morales, R.; Fedetz, M.; Alcina, A.; Tabarés, E. y López-Guerrero, J. A. (2005) «High susceptibility of a human oligodendroglial cell line to herpes simplex type 1 infection». J. NeuroVirol., 11: 190-198.
- Bello-Morales, R.; Marco, M. C. de; Aranda, J. F.; Matesanz, F.; Alcina, A. y López-Guerrero, J. A. (2009) «Characterization of the MAL2 positive compartment in oligodendrocytes». Exp. Cell. Res., 315: 3453-65. doi 10.1016/j.yexcr.2009.08.003
- Bello-Morales, R.; Pérez-Hernández, M.; Rejas, M. T.; Matesanz, F.; Alcina, A. y López-Guerrero, J. A. (2011) «Interaction of PLP with GFP-MAL2 in the human oligodendroglial cell line HOG». PLoS One, 6:e19388. doi 10.1371/journal.pone.0019388
- Bello-Morales, R.; Crespillo, A. J.; Fraile-Ramos, A.; Tabarés, E.; Alcina, A. y López-Guerrero, J. A. (2012) «Role of the small GTPase Rab27a during Herpes simplex virus infection of oligodendrocytic cells». BMC Microbiol., 12: 265. doi 10.1186/1471-2180-12-265
- Bello-Morales R, Crespillo AJ, García B, Dorado LÁ, Martín B, Tabarés E, Krummenacher C, de Castro F, López-Guerrero JA. (2014) «The effect of cellular differentiation on HSV-1 infection of oligodendrocytic cells». PLoS One, 9: e89141. {{doi: 10.1371/journal.pone.0089141}}
- Crespillo AJ, Praena B, Bello-Morales R, Lerma L, Vázquez-Calvo A, Martín-Acebes MA, Tabarés E, Sobrino F, López-Guerrero JA. (2016) «Inhibition of herpes virus infection in oligodendrocyte cultured cells by valproic acid». Virus Res., 2: 214. {{doi: 10.1016/j.virusres.2016.01.009}}
- Bello-Morales R, Crespillo AJ, Praena B, Tabarés E, Revilla Y, García E, Fraile-Ramos A, Baron W, Krummenacher C, López-Guerrero JA. (2016) «Role of Proteolipid Protein in HSV-1 Entry in Oligodendrocytic Cells». PLoS One, 11: e0147885. {{doi: 10.1371/journal.pone.0147885}}
- Matesanz F, Fedetz M, Barrionuevo C, Karaky M, Catalá-Rabasa A, Potenciano V, Bello-Morales R, López-Guerrero JA, Alcina A. (2016) «A splice variant in the ACSL5 gene relates migraine with fatty acid activation in mitochondria». Eur J Hum Genet., 24: 1572. {{doi: 10.1038/ejhg.2016.54}}
- Sánchez EG, Riera E, Nogal M, Gallardo C, Fernández P, Bello-Morales R, López-Guerrero JA, Chitko-McKown CG, Richt JA, Revilla Y. (2017) «Phenotyping and susceptibility of established porcine cells lines to African Swine Fever Virus infection and viral production». Sci Rep. 7: 10369. doi: 10.1038/s41598-017-09948-x
- Bello-Morales R, Praena B, de la Nuez C, Rejas MT, Guerra M, Galán-Ganga M, Izquierdo M, Calvo V, Krummenacher C, López-Guerrero JA. (2018) «Role of Microvesicles in the Spread of Herpes Simplex Virus 1 in Oligodendrocytic Cells». J Virol. 92: pii: e00088-18. doi: 10.1128/JVI.00088-18
- Bello-Morales R, López-Guerrero JA. (2018) «Extracellular Vesicles in Herpes Viral Spread and Immune Evasion.». Front Microbiol. 9: 2572. doi: 10.3389/fmicb.2018.02572. eCollection 2018
- Praena B, Bello-Morales R, de Castro F, López-Guerrero JA. (2019) «Amidic derivatives of valproic acid, valpromide and valnoctamide, inhibit HSV-1 infection in oligodendrocytes.». Antiviral Res. 168: 91-99 doi: 10.1016/j.antiviral.2019.05.006. Epub 25 de mayo de 2019
- Gil M, González-González R, Vázquez-Calvo A, Álvarez-Gutiérrez A, Martín-Acebes MA, Praena B, Bello-Morales R, Saiz JC, López-Guerrero JA, Tabarés E, Sobrino F. (2019) «Clinical Infections by Herpesviruses in Patients Treated with Valproic Acid: A Nested Case-Control Study in the Spanish Primary Care Database, BIFAP.». J Clin Med. 8(9): pii: E1442. doi: 10.3390/jcm8091442.
- Bello-Morales R, López-Guerrero JA. (2020) «Isolation/Analysis of Extracellular Microvesicles from HSV-1-Infected Cells.». Methods Mol Biol. 2060: 305-317. doi: 10.1007/978-1-4939-9814-2_17.
- Bello-Morales R, Ripa I, López-Guerrero JA. (2020). "Extracellular Vesicles in Viral Spread and Antiviral Response (Review)". Viruses. 2020, 12, 623; doi:10.3390/v12060623.
- Bello-Morales R, Andreu S, López-Guerrero JA. (2020). "The Role of Herpes Simplex Virus Type 1 Infection in Demyelination of the Central Nervous System (Review)". Int J Mol Sci. 2020 Jul 16;21(14):E5026. doi: 10.3390/ijms21145026.
- Praena B, Bello-Morales R, López-Guerrero JA. (2020). "Hsv-1 Endocytic Entry into a Human Oligodendrocytic Cell Line is Mediated by Clathrin and Dynamin but Not Caveolin". Viruses. 2020 Jul 7;12(7):E734. doi: 10.3390/v12070734.
- E. Sánchez-Leóna, R. Bello-Morales, López-Guerrero JA., A. Povedac, J. Jiménez-Barbero, N. Gironès, C. Abrusci. (2020). "Isolation and characterization of an exopolymer produced by Bacillus licheniformis: In vitro antiviral activity against enveloped viruses". Carbohydrate Polymers. Volume 248, 15 de noviembre de 2020, 116737
- Andreu S, Ripa I, Bello-Morales R and López-Guerrero JA. Valproic Acid and Its Amidic Derivatives as New Antivirals against Alphaherpesviruses. Viruses 2020, 12, 1356; doi:10.3390/v12121356
- López-Guerrero JA, Ripa I, Andreu S and Bello-Morales R. The Role of Extracellular Vesicles in Demyelination of the Central Nervous System. Int. J. Mol. Sci. 2020, 21, 9111; doi:10.3390/ijms21239111.
- Ripa I, Andreu S, López-Guerrero JA and Bello-Morales R. Membrane Rafts: Portals for Viral Entry. Front. Microbiol., 4 de febrero de 2021, Volumen 12 | https://doi.org/10.3389/fmicb.2021.631274
- Daniel J. Klionsky et al. Guidelines for the use and interpretation of assays for monitoring autophagy (4th edition). Autophagy. 2021 Feb 8:1-382. doi: 10.1080/15548627.2020.1797280. Online ahead of print. PMID: 33634751
- Andreu, S., Ripa, I., Praena, B., López-Guerrero, J.A., and Bello-Morales, R. The Valproic Acid Derivative Valpromide Inhibits Pseudorabies Virus Infection in Swine Epithelial and Mouse Neuroblastoma Cell Lines. Viruses 2021, 13(12), 2522; https://doi.org/10.3390/v13122522
- Bello-Morales R, Andreu S, Ripa I, López-Guerrero JA. HSV-1 and Endogenous Retroviruses as Risk Factors in Demyelination. Int J Mol Sci. 27 de mayo de 2021;22(11):5738. doi: 10.3390/ijms22115738.
- Andreu S, Ripa I, Bello-Morales R, López-Guerrero JA. Nebulized CLODOS Technology Shows Clear Virucidal Properties against the Human Coronavirus HCoV-229E at Non-Cytotoxic Doses. Viruses. 2021 Mar 23;13(3):531. doi: 10.3390/v13030531.
- Bello-Morales, R, Andreu, S, Ruiz-Carpio, V, Ripa, I and López-Guerrero, J.A. Extracellular Polymeric Substances: Still Promising Antivirals. Viruses 2022, 14(6), 1337; doi.org/10.3390/v14061337
- Ripa I, Andreu S, López-Guerrero JA, Bello-Morales R. Interplay between Autophagy and Herpes Simplex Virus Type 1: ICP34.5, One of the Main Actors. Int J Mol Sci. 2022, 23(21):13643. doi: 10.3390/ijms232113643
- Praena B, Mascaraque M, Andreu S, Bello-Morales R, Abarca-Lachen E, Rapozzi V, Gilaberte Y, González S, López-Guerrero JA, Juarranz Á. Potent Virucidal Activity In Vitro of Photodynamic Therapy with Hypericum Extract as Photosensitizer and White Light against Human Coronavirus HCoV-229E. Pharmaceutics. 2022, 14(11):2364. doi: 10.3390/pharmaceutics14112364
- Andreu S, von Kobbe C, Delgado P, Ripa I, Buzón MJ, Genescà M, Gironès N, del Moral-Salmoral J, Ramírez GA, Zúñiga S, Enjuanes L, López-Guerrero JA and Bello-Morales R. Dextran sulfate from Leuconostoc mesenteroides B512F exerts potent antiviral activity against SARS-CoV-2 in vitro and in vivo. Front. Microbiol. Volume 14-2023. doi: 10.3389/fmicb.2023.1185504
- Andreu S, Ripa I, Bello-Morales R and López-Guerrero JA. Liposomal Lactoferrin Exerts Antiviral Activity against HCoV-229E and SARS-CoV-2 Pseudoviruses In Vitro. Viruses 2023, 15(4), 972; https://doi.org/10.3390/v15040972
- Andreu S,  Agúndez C, Ripa I, López-Guerrero JA and Bello-Morales R. Pseudorabies virus uses clathrin mediated endocytosis to enter PK15 swine cell line. Front.Microbiol. 15 – 2024. doi: 10.3389/fmicb.2024.1332175
- Ripa I, Andreu S, Josa-Prado F, Fernández B, de Castro F, Arribas M, Bello-Morales R and López-Guerrero JA. Herpes Simplex Virus type 1 inhibits autophagy in glial cells but requires ATG5 for the success of viral replication. Front. Microbiol., 2024. doi.org/10.3389/fmicb.2024.1411655
- Andreu S, Ripa I, López-Guerrero JA and Bello-Morales R. Human Coronavirus 229E Uses Clathrin-Mediated Endocytosis as a Route of Entry in Huh-7 Cells. Biomolecules 2024, 14(10), 1232; https://doi.org/10.3390/biom14101232
- Torres D, Andreu S, Caballero O, Hernández-Ruiz I, Ripa I, Bello-Morales R and López-Guerrero JA. Immune Modulatory Effects of Vitamin D on Herpesvirus Infections. Int. J. Mol. Sci. 2025, 26(4), 1767; https://doi.org/10.3390/ijms26041767

### Otras publicaciones
- El Cultural[23]
- Tecnociencia
- The Conversation[24] https://theconversation.com/profiles/jose-antonio-lopez-guerrero-933197
- Durante la pandemia, en prácticamente todos los medios nacionales y muchos internacionales